# NGC 2993
NGC 2993 је спирална галаксија у сазвежђу Хидра која се налази на NGC листи објеката дубоког неба.
Деклинација објекта је - 14° 22' 8" а ректасцензија 9h 45m 48,3s. Привидна величина (магнитуда) објекта NGC 2993 износи 12,6 а фотографска магнитуда 13,5. Налази се на удаљености од 30,5000 милиона парсека од Сунца. NGC 2993 је још познат и под ознакама MCG -2-25-15, ARP 245, IRAS 09434-1408, PGC 27991.